# Menfi (Italia)
Menfi (AFI: /ˈmɛnfi/; Mènfrici in siciliano) è un comune italiano di 11 719 abitanti del libero consorzio comunale di Agrigento in Sicilia.

## Geografia fisica

### Territorio

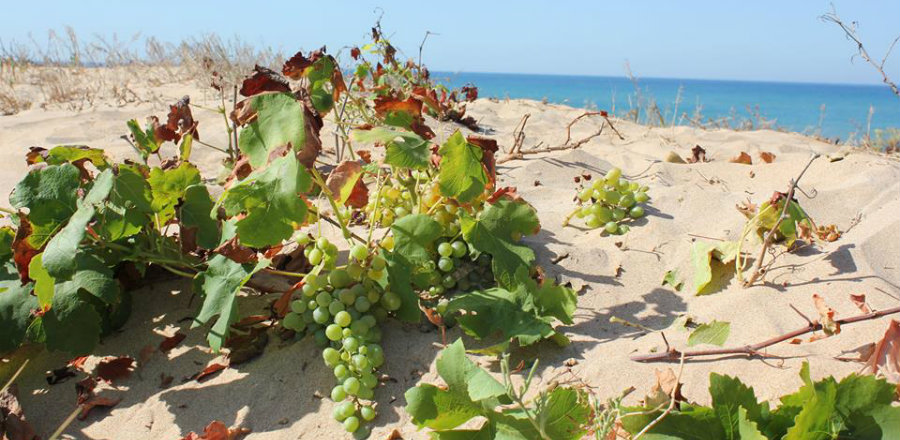
Viti d'Inzolia crescono spontanee tra le dune di Menfi

Il paese sorge lungo la costa sud occidentale della Sicilia, tra l'area dei templi dorici di Selinunte e l'area degli scavi archeologici di Eraclea Minoa, e fa parte del libero consorzio comunale di Agrigento.
Il territorio comunale è attraversato dai fiumi Belice e Carboj e da alcuni torrenti (Cavarretto, Fiore, Mandrarossa, Gurra di Mare, Terranova, Dragonara), e confina con i territori dei comuni di Montevago, Santa Margherita Belice, Sambuca di Sicilia, Castelvetrano, Sciacca e il Mar Mediterraneo. Il territorio si trova inserito in una zona di rilevante interesse agricolo a ridosso dei laghi artificiali di Trinità (17,5 milioni di m³) e Arancio (32,8 milioni di m³).
La sua collocazione nel sistema viario Trapani-Agrigento e Agrigento-Palermo ne definisce l'area di gravitazione tra le province occidentali e quelle meridionali della Sicilia.
La fascia costiera del comune di Menfi, che confina con il mare Mediterraneo si estende per circa 10 km ed è caratterizzata da una spiaggia sabbiosa con la presenza del fenomeno naturale delle dune. Le dune infatti invadono l'entroterra per parecchie centinaia di metri ed hanno caratteristiche di mobilità ed inconsistenza dovuta alle poche piogge, al caldo africano, ed all'intensità dei venti. Fanno riferimento a questa fascia, di platea sabbiosa, il borgo marinaro di Porto Palo e la località di Lido Fiori.
- Altitudine centro urbano: 109 m s.l.m.
- Altitudine massima territorio: 408 m s.l.m.
- Estensione del centro abitato: 3 km²
- Percentuale territorio destinato a coltura intensiva: 42%
- Percentuale territorio destinato a coltura estensiva: 40%
- Percentuale del territorio destinato a pascolo: 3%
- Percentuale del territorio destinato a bosco: 10%
- Classificazione sismica: zona 1, sismicità elevata-catastrofica (ordinanza PCM n. 3274 del 20/03/2003).[5]

### Clima
La costante di queste aree è il clima di tipo mediterraneo con temperatura media di 27 °C in luglio ed agosto e con punte massime di 43 °C
- Classificazione climatica: zona B, 825 GG[6]

## Storia
Il territorio di Menfi, sulla costa sud-occidentale della Sicilia, sin dall'antichità fu interessato da insediamenti umani. Alcuni storici ipotizzano che la città di Inico, sede della reggia di Cocalo re dei Sicani, fosse ubicata nelle vicinanze dell'attuale borgata di Porto Palo, considerato il porto orientale di Selinunte.
Si presume che in questa zona sbarcarono i Saraceni alla conquista della Sicilia, dove cominciarono a fissare i loro insediamenti e che la costruzione del casale di Burgiomilluso nel 1239 sia stata eseguita su un sito già occupato da un borgo saraceno.
Dopo la scomparsa dei musulmani in Sicilia, la terra di Burgiomilluso era rimasta priva di abitanti. Nel 1518, sotto la dominazione spagnola, Giovanni Vincenzo Tagliavia ottenne da Carlo V il privilegio di costruire un casale sul territorio di Menfi, ma non riuscì ad attirare abitanti, facendo fallire il progetto. Un secolo dopo, nel 1638, Diego Tagliavia Aragona Pignatelli diede inizio alla costruzione del primo nucleo urbano di Menfi concedendo terreni a famiglie di contadini del circondario e costruendo le prime abitazioni. Dal 1638, il luogo verrà chiamato Terra di Memphis, che muterà in Menfi nel 1683, rimpiazzando il nome del fortilizio federiciano, Burgimilluso.

### Simboli
Ecco la descrizione dello stemma del Comune di Menfi:

## Monumenti e luoghi d'interesse

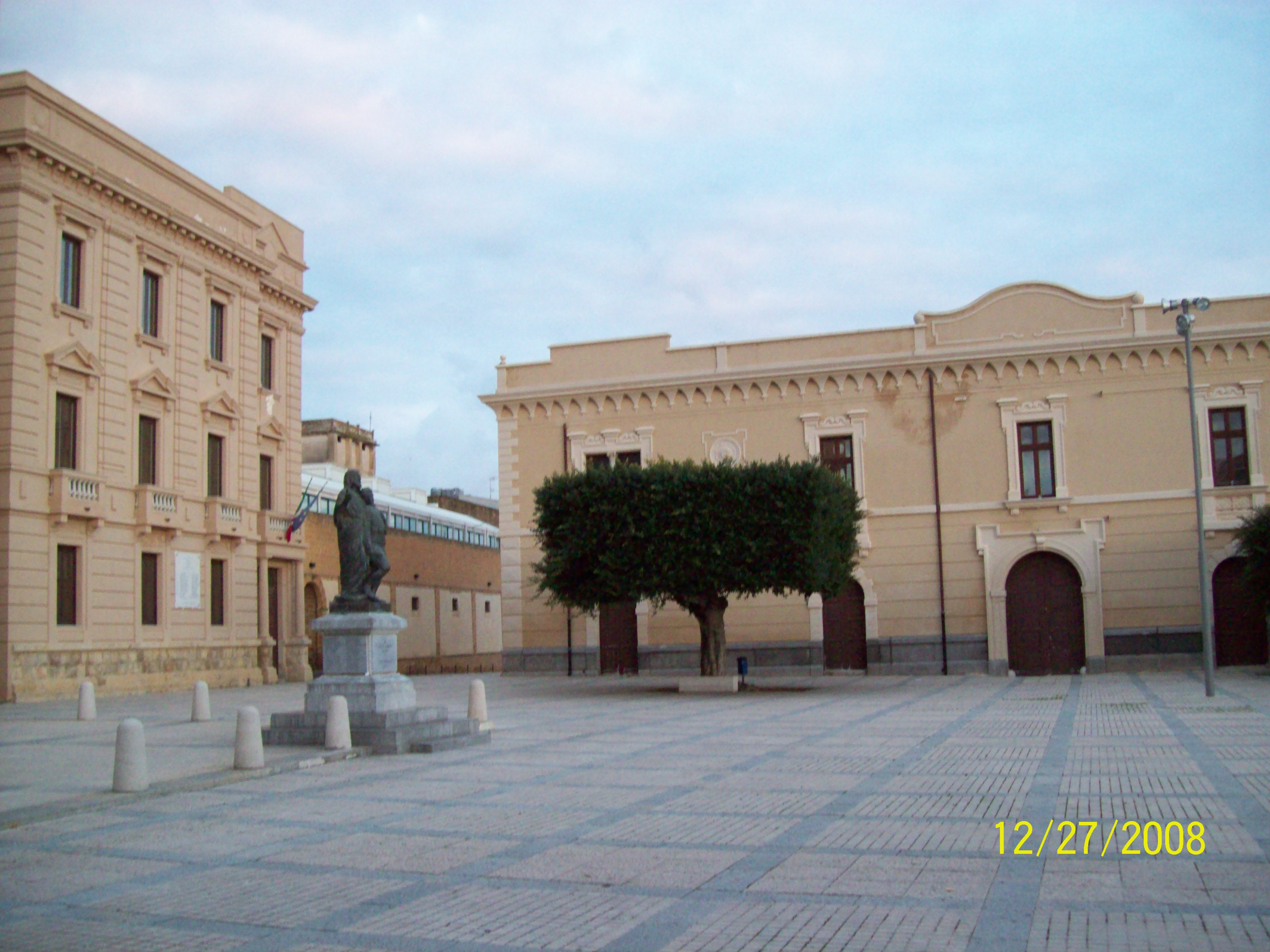
Piazza Vittorio Emanuele

Sorto nel 1638 il borgo rurale di Menfi si è sviluppato nel tempo, mantenendo l'impostazione originaria che lo caratterizzava come insediamento feudale di proprietà baronale. Un tessuto edilizio indifferenziato interrotto da emergenze religiose o da palazzi nobiliari.

### Architetture religiose
- Chiesa Madre Sant'Antonio di Padova, (distrutta dal sisma del 1968 ed oggi ricostruita). Iniziata nel 1662 e terminata dopo il 1700, fu elevata a parrocchia nel 1705. Il suo interno era costituito da tre larghe navate e da cinque arcate. La chiesa costituiva assieme alla torre Federiciana, al palazzo dei Pignatelli e al Palazzo Comunale (1927) uno degli elementi architettonici principali che fanno da cortina alla piazza del paese.
- Chiesa di San Giuseppe, eretta nel 1715 (con la facciata adornata da intarsi e paraste e con la torre campanaria a pianta triangolare);
- Chiesa del Purgatorio, costruita tra il 1739 e il 1769 (con facciata rustica, si caratterizza per il suo sito che domina il quartiere "Purgatorio") è dedicata alla Beata Vergine della Consolazione e a Sant'Antonio abate;
- Chiesa di Maria Santissima Addolorata, sorta intorno al 1813, decorata da pregevoli stucchi e fregi;
- Chiesa e collegio di Maria Santissima Annunziata, caratterizzata dalla torre con l'orologio e dall'ampio collegio accanto e dietro alla struttura;
- Chiesa di San Rocco, costruita intorno al 1851 (con facciate ornate da paraste e trabeazioni doriche);
- Chiesa della Madonna della Provvidenza, costruita nei primi dell'Ottocento sui resti di un'antica cappella ed affiancata da una costruzione signorile con facciata goticheggiante;
- Chiesa della Beata Vergine del Soccorso, costruita intorno al 1837, oggi demolita e ricostruita in stile moderno nella zona.

### Architetture civili

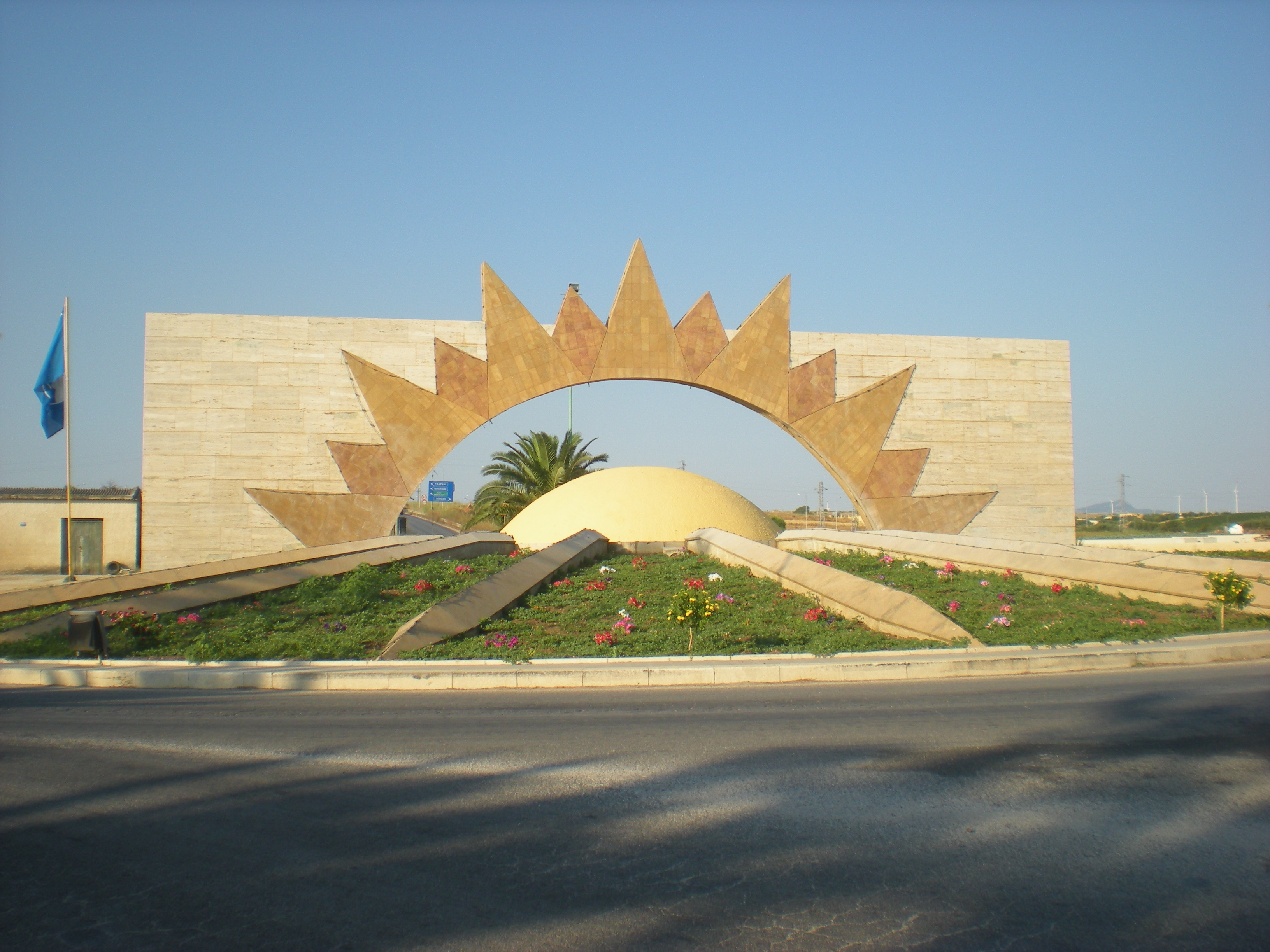
Il sole, porta di benvenuto a Menfi

Adiacente alla torre Federiciana sorge il palazzo baronale Pignatelli che domina la piazza del paese.
Fatto costruire da Diego Aragona Tagliavia, il palazzo si sviluppa attorno ad un cortile e presenta una tipologia prettamente feudale con annessi gli abitati per gli animali e le derrate agricole.
È all'interno di uno dei numerosi cortili che caratterizzano il tessuto urbano di Menfi che sorge la costruzione settecentesca di Palazzo Ravidà, caratterizzato dalla facciata costituita da un portico a colonne doriche in pietra arenaria.
Una delle più antiche dimore è il palazzo Tito, risalente al Settecento e sito nella centralissima via della Vittoria.

### Architetture militari

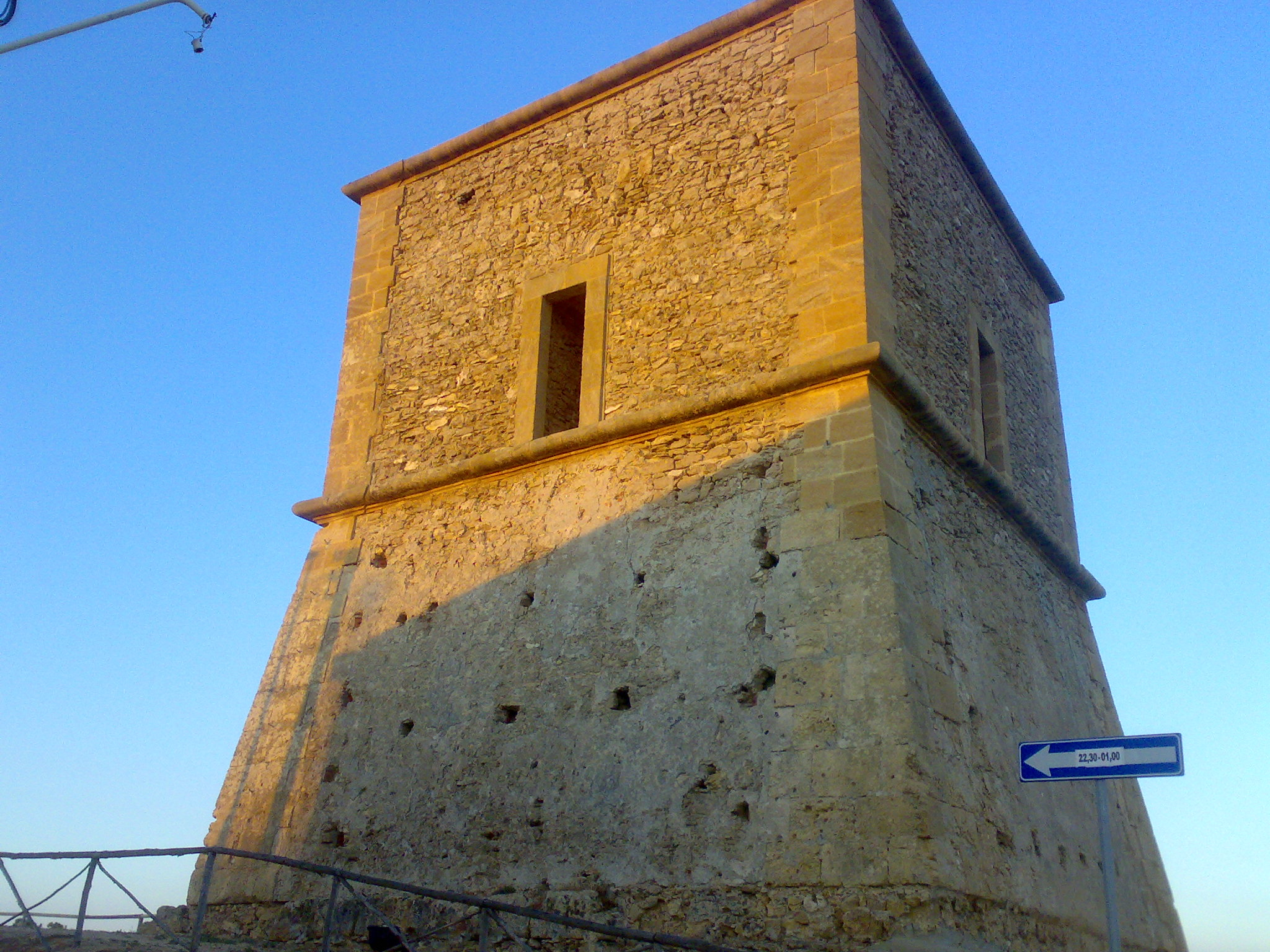
La torre di Porto Palo

Senza dubbio il monumento più antico è da identificarsi nel Castello Svevo fatto costruire nel 1238 da Federico II di Svevia, forse sui ruderi di un fortilizio arabo. Oggi noi conosciamo solo una Torre Federiciana di forma irregolare a quattro piani con un'altezza di 18,58 metri formata da due edifici quadrangolari tra loro riuniti ed addossati per metà di lato. Il sisma del gennaio 1968 ha completamente distrutto la torre. È stata ricostruita dopo il terremoto conservando i ruderi e riprendendo la forma irregolare.
Nel borgo marinaro di Porto Palo (frazione di Menfi), il monumento predominante è la torre di avvistamento anticorsaro. È una delle numerose torri di guardia costiero costruite nel 1583 per difendere le città siciliane da eventuali attacchi dei corsari. Ha pianta quadrata a forma di piramide cubica e si sviluppa su due piani. Oggi la torre sovrasta il borgo di Porto Polo che si affaccia sul mare mediterraneo.

### Siti archeologici
La prima presenza umana sul territorio dell'attuale Menfi risale al paleolitico. Appropriati studi e ricerche scientifiche di laboratorio effettuate dalla Soprintendenza ai BB.CC.AA. di Agrigento, sul recente ritrovamento della necropoli pavimentale di Palazzo Pignatelli, provano l'esistenza di un insediamento in epoca romano-bizantina e paleocristiana.
Circa 7000 anni fa la zona era percorsa da bande di cacciatori. Lo testimoniano il rinvenimento di alcune schegge di quarzite lavorate come armi rudimentali usate per uccidere gli elefanti, dei quali pure sono state rinvenute le zanne. Anche se sono state trovate tracce databili al neolitico i primi insediamenti residenziali, risalgono all'età del bronzo e del ferro (VII–VI secolo a.C.). Le recenti acquisizioni archeologiche emerse dalle ricerche istituzionali condotte sul territorio di Menfi ed esattamente a Montagnoli di Belice, hanno consentito di accertare l'esistenza di comunità indigene panelleniche, dedite a vere e proprie attività agro pastorali e commerciali sin dall'VIII secolo a.C.
A Montagnoli di Belice (due collinette rocciose unite da una breve sella), le campagne di scavo del 1987 e 1989 hanno evidenziato un impianto urbano dell'età del ferro con sovrapposizioni che si estendono fino al IV secolo a.C..

### Aree naturali
Entro l'ambiente costiero si inseriscono alcune aree di particolare interesse naturalistico quali:
- il serrone Cipollazzo, area collinare ricoperta di sabbia fino all'altezza di 60 m tanto da sembrare una gigantesca duna, è ricoperto interamente da un fitto canneto con presenza di specie vegetali a clima mediterraneo.
- la collina Capparrina di Mare, ricoperta da una fitta e rigogliosa vegetazione di palme nane (Chamaerops humilis), con una spiaggia solitaria e silenziosa che rivela aspetti faunistici di notevole interesse quali la tartaruga marina e i gabbiani reali.

## Società

### Evoluzione demografica
Abitanti censiti

### Etnie e minoranze straniere
Le comunità straniere maggiormente rappresentate a Menfi (2009):
1. Romania, 120
2. Tunisia, 46

## Cultura

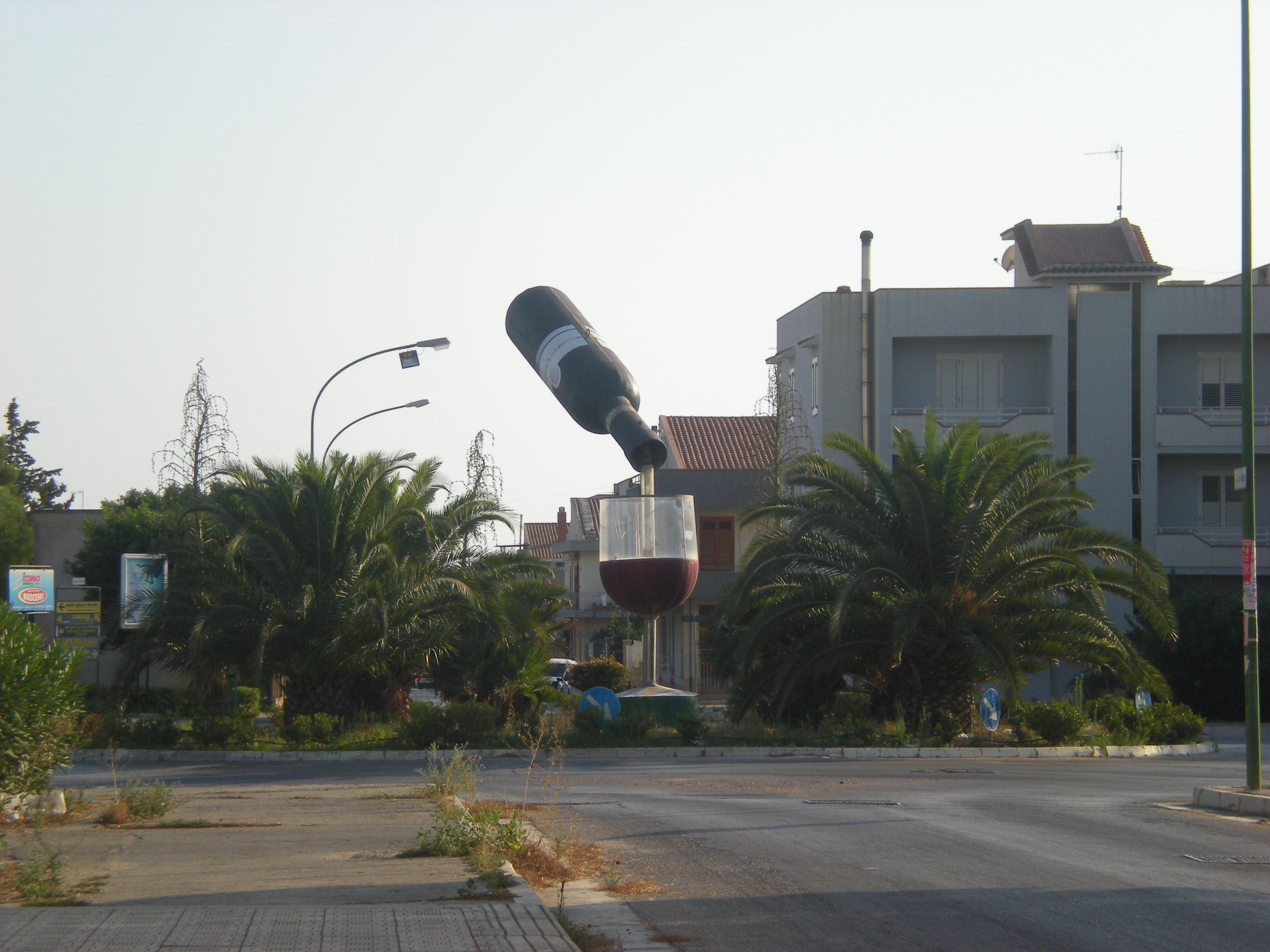
Menfi, città del vino

### Eventi

#### Inycon
Inycon è la rassegna dedicata al vino menfitano che si svolge ogni anno, in un weekend della seconda metà di giugno. La rassegna mira alla valorizzazione del territorio attraverso la promozione del suo prodotto più identitario, promuovendo le cantine del comprensorio che conta circa 7 000 ettari di terreno coltivato a vite e che rappresenta il 40% dell’export di tutta la produzione vinicola dell’isola. Altro obiettivo è quello di celebrare la tradizione millenaria del vino che in questo comprensorio ha testimonianze che risalgono all’epoca dei Sicani come riportato, già nel VI secolo, dal geografo bizantino Stefano di Bisanzio.
Durante il fine settimana si possono apprezzare i sapori tipici del territorio: conserve, oli, confetture, liquori, ma anche frutta secca, formaggi, dolci e focacce, abbinati alle migliori etichette delle cantine.

## Geografia antropica

### Urbanistica
Posta sui rilievi collinari, a 3 km dalla costa mediterranea, fra i fiumi Belice e Carboj, la città presenta un impianto urbanistico seicentesco a scacchiera con comparti molto ampi e corti interne, con espansioni sette-ottocentesche. È borgo di fondazione del 1638, fondato per ragioni di colonizzazione e prestigio feudale.
A seguito del terremoto del 1968, la città è stata gravemente danneggiata. Il centro abitato è stato soggetto a trasferimento parziale. L'impianto del nuovo centro riprende in continuità la maglia dei tracciati viari ottagonali a scacchiera.

### Frazioni
Bertolino di Mare, Capparrina, Lido Fiori, Porto Palo.

## Economia

### Agricoltura
Il settore portante dell'economia è rappresentato dall'agricoltura, nella quale prevale la coltura della vite (50% del territorio comunale); a questa si aggiungono quella tradizionale dell'ulivo e quelle emergenti del carciofo, del settore agrumario, del melone e della patata. Il carciofo spinoso di Menfi dal 2012 è presidio slow food. Il carciofo spinoso rappresenta il prodotto di punta dell'orticoltura locale, contribuendo notevolmente alla diversificazione della produzione agricola d'eccellenza realizzata nel territorio di Menfi. L'attività agricola, con le 925 aziende che coprono una superficie di circa 8 600 ettari, grazie alle opere irrigue viene esercitata in forme moderne e costituisce il perno di un sistema di piccole imprese che interessano settori produttivi collaterali, in particolare quello dei manufatti per le opere irrigue e quello della trasformazione e commercializzazione dei prodotti.
Il settore trainante è caratterizzato dalla presenza dell'industria enologica che gestisce la trasformazione e la commercializzazione di circa 60 000 tonnellate d'uva l'anno. La realtà produttiva più rilevante è la Cantina Settesoli, il cui prodotto viene esportato in tutto il mondo, a seguire La Goccia d'Oro che riunisce 1 100 soci produttori di olio extravergine di oliva e l'Associazione dei produttori carciofo spinoso di Menfi con una decina di soci.
Il territorio di Menfi è compreso nella zona di produzione dell'arancia di Ribera D.O.P..

### Turismo

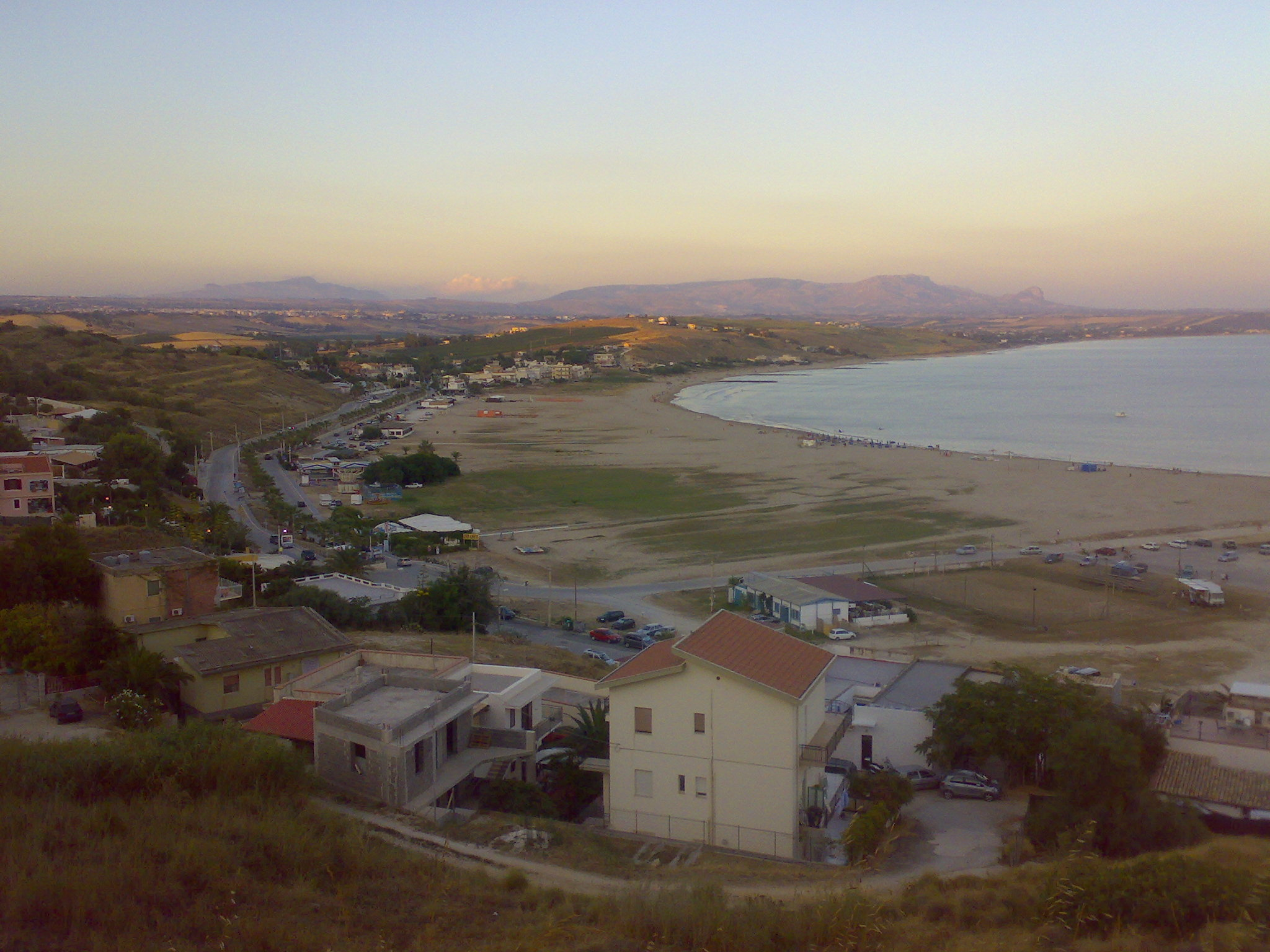
La spiaggia di Porto Palo

Il comune si fregia ormai da diversi anni della Bandiera blu riconoscimento conferito dalla FEE alle migliori località costiere europee e della bandiera verde per le spiagge migliori per i bambini (spiaggia di Porto Palo).

#### La pista ciclabile di Menfi
Dalla riconversione della tratta Castelvetrano – Ribera della dismessa linea ferroviaria Castelvetrano-Porto Empedocle, è stata realizzata un percorso ciclopedonale che offre ai cicloturisti e ai turisti amanti delle lunghe passeggiate un meraviglioso palcoscenico naturale che costituisce un insieme di archeologia e paesaggio marino e montano, di rilevanza turistica non trascurabile.
La pista ciclabile misura complessivamente circa 17 km distinti nelle due tratte che si diramano ad ovest ed a est del centro urbano di Menfi.
Il percorso che si snoda ad est, dalla periferia del centro urbano di Menfi, parte poco oltre la ex stazione ferroviaria e giunge fino al fiume Carboj, al limite del territorio del Comune di Sciacca, ed ha una lunghezza di 8 824,30 metri.
Il percorso che si snoda ad ovest del centro urbano di Menfi, parte dalla ex stazione ferroviaria di Menfi, passa attraverso il Borgo Marinaro di Porto Palo arrivando fino al Vallone Gurra di Mare, allacciandosi alla linea dismessa ricadente nel territorio del Comune di Castelvetrano; tale tratta del percorso ha una lunghezza di 7 943,95 metri e prevede punti di sosta ombreggiati, fontanelle, bagni e punti di informazione.
Il percorso ha un'altezza massima di 97,60 metri e minima di 2 metri, con una pendenza massima del 5% e media dell'1,5%; il fondo è bituminoso nella tratta Menfi – Porto Palo e di cemento drenante nella tratta Menfi–Fiume Carboj e nella tratta Porto Palo – Gurra di Mare.
Il tempo di percorribilità dell’intera tratta in bici è previsto in ore 1,30 circa.

## Amministrazione
| Periodo     | Periodo     | Primo cittadino       | Partito         | Carica  | Note |
| ----------- | ----------- | --------------------- | --------------- | ------- | ---- |
| Maggio 2003 | Giugno 2008 | Antonino Buscemi      | SDI             | Sindaco |      |
| Luglio 2008 | Giugno 2013 | Michele Botta         | Centro-destra   | Sindaco |      |
| Giugno 2013 | Giugno 2018 | Vincenzo Lotà         | Centro-sinistra | Sindaco |      |
| Giugno 2018 | Maggio 2023 | Marilena Mauceri      | Lista Civica    | Sindaco |      |
| Maggio 2023 | in carica   | Vito Antonio Clemente | Lista Civica    | Sindaco |      |

### Gemellaggi
Menfi è gemellata con:
- Canelli, dal 1997
- Chivilcoy, dal 1999
- Ettlingen, dal 2007
- Imperia, dal 2025 [18]

Accordi internazionali
- Marocco, dal 2010 la città di Menfi ed il Regno del Marocco sono legati da un protocollo d'intesa per scambi culturali e commerciali [19] .

### Altre informazioni amministrative
Il comune di Menfi fa parte delle seguenti organizzazioni sovracomunali: regione agraria n.7 (Pianura tra il Belice ed il Platani).